# NGC 7351
NGC 7351 is een lensvormig sterrenstelsel in het sterrenbeeld Waterman. Het hemelobject werd op 3 oktober 1878 ontdekt door de Franse astronoom Édouard Jean-Marie Stephan.

## Synoniemen
- MCG -1-57-22
- PGC 69489